# Hélène Louvart
Pour les articles homonymes, voir Louvart.
Hélène Louvart, née le 2 septembre 1964 à Pontarlier (Doubs), est une directrice de la photographie française. 
En 2025, elle est à l'affiche du film Romeria, de Carla Simón, en sélection officielle de la 78e édition du Festival de Cannes.

## Biographie
Née à Pontarlier, diplômée de l'École nationale supérieure Louis-Lumière en 1985, Hélène Louvart travaille pour la première fois, la même année, sur le long métrage Cœurs croisés. On lui doit l’image de plus de soixante longs métrages, une cinquantaine de courts métrages, une dizaine de projets de télévision, et quelques films expérimentaux et installations vidéo. Elle a travaillé avec de nombreux réalisateurs français et étrangers, parmi lesquels Wim Wenders, Marc Fitoussi, Agnès Varda, Claire Denis, Christophe Honoré, Jacques Doillon, Nicolas Klotz, Virginie Despentes, Dominique Cabrera, Sandrine Veysset, Christian Vincent, Marc Recha, Leos Carax et Carla Simón.
Elle est membre de l'Association française des directrices et directeurs de la photographie cinématographique.

## Filmographie partielle
- 1990 : Printemps perdu d'Alain Mazars
- 1996 : Y aura-t-il de la neige à Noël ? de Sandrine Veysset
- 1998 : La Vie sauve d'Alain Raoust
- 2000 : Paria de Nicolas Klotz
- 2000 : Paris, mon petit corps est bien las de ce grand monde de Franssou Prenant
- 2001 : Pau et son frère de Marc Recha
- 2001 : Le Lait de la tendresse humaine de Dominique Cabrera
- 2001 : Martha… Martha de Sandrine Veysset
- 2003 : Histoire d'un secret de Mariana Otero
- 2003 : Raja de Jacques Doillon
- 2004 : Ma mère de Christophe Honoré
- 2004 : La Blessure de Nicolas Klotz
- 2004 : Dans les champs de bataille de Danielle Arbid
- 2006 : Quatre Étoiles de Christian Vincent
- 2007 : Jours d'août de Marc Recha
- 2007 : Il sera une fois... de Sandrine Veysset
- 2008 : Les Plages d'Agnès de Agnès Varda
- 2008 : Le Premier venu de Jacques Doillon
- 2009 : Lignes de front de Jean-Christophe Klotz
- 2010 : C'est ici que je vis (Petit indi) de Marc Recha
- 2010 : Copacabana de Marc Fitoussi
- 2010 : Toutes les filles pleurent, de Judith Godrèche
- 2011 : Corpo celeste de Alice Rohrwacher
- 2011 : Pina de Wim Wenders
- 2012 : Bye Bye Blondie de Virginie Despentes
- 2012 : Low Life de Nicolas Klotz
- 2012 : L'Âge atomique de Héléna Klotz
- 2013 : Goodbye Morocco de Nadir Moknèche
- 2014 : Les Merveilles (Le meraviglie) d'Alice Rohrwacher
- 2015 : The Smell of Us de Larry Clark
- 2015 : Peur de rien de Danielle Arbid
- 2015 : Spectrographies de Dorothée Smith
- 2016 : Il nido de Klaudia Reynicke
- 2016 : D'une pierre deux coups de Fejria Deliba
- 2017 : L'Histoire d'une mère de Sandrine Veysset
- 2017 : Les Bums de plage (Beach Rats) de Eliza Hittman
- 2018 : Petra de Jaime Rosales
- 2018 : Maya de Mia Hansen-Løve
- 2018 : Heureux comme Lazzaro (Lazzaro Felice) d'Alice Rohrwacher
- 2019 : La Vie invisible d'Eurídice Gusmão (A Vida Invisível de Eurídice Gusmão) de Karim Aïnouz
- 2019 : Rocks de Sarah Gavron
- 2019 : Histoire d'un regard de Mariana Otero
- 2020 : Never Rarely Sometimes Always d'Eliza Hittman
- 2020 : Tous les morts (Todos os Mortos) de Marco Dutra et Caetano Gotardo
- 2020 : Sous le ciel d'Alice de Chloé Mazlo
- 2021 : Murina d'Antoneta Alamat Kusijanović
- 2021 : The Lost Daughter de Maggie Gyllenhaal
- 2022 : Viens je t'emmène d'Alain Guiraudie
- 2022 : Les Tournesols sauvages (Girasoles silvestres) de Jaime Rosales
- 2022 : Un petit frère de Léonor Serraille
- 2022 : Le pupille, court métrage d'Alice Rohrwacher
- 2023 : Nezouh de Soudade Kaadan
- 2023 : Disco Boy de Giacomo Abbruzzese
- 2023 : La Chimère (La chimera) d'Alice Rohrwacher
- 2023 : Firebrand de Karim Aïnouz
- 2024 : The Salt Path de Marianne Elliott
- 2024 : Lire Lolita à Téhéran de Eran Riklis
- 2024 : Motel Destino de Karim Aïnouz
- 2025 : Romería de Carla Simón
- 2025 : Eleanor the Great de Scarlett Johansson

## Distinctions

### Récompenses
- 2012 : Cinematographer Award 2012, Fondation WIFTS (Women’s International Film & Television Showcase)[4]
- 2018 : Marburger Kamerapreis 2018[5]
- 2019 : Festival international du nouveau cinéma latino-américain de La Havane 2019 : prix de la meilleure photographie pour La Vie invisible d'Eurídice Gusmão[6],[7]
- 2022: Festival de cinéma européen des Arcs 2022 : prix de la meilleure photographie pour Un petit frère[8]

### Nomination
- 2010 : Nomination à Barcelone au prix Gaudí de la meilleure direction artistique pour le film C'est ici que je vis de Marc Recha[9].